# Edoardo Villa
Edoardo Villa (Bergamo, 31 maggio 1915 – Milano, 1º maggio 2011) è stato uno scultore italiano naturalizzato sudafricano che ha lavorato principalmente in acciaio e bronzo.

## Biografia
Edoardo Villa nasce a Bergamo, e studia alla Scuola d'Arte Andrea Fontini. Prosegue poi gli studi di scultura a Milano dove nel 1939, fu arruolato per due anni nell'esercito. Nel 1940 fu inviato in Egitto, dove fu ferito e catturato dall'esercito inglese. Tra il 1941 e il 1942 fu internato in Sudafrica, dove trascorse i successivi quattro anni nel Campo di internamento di Zonderwater. Il campo di prigionia era stato aperto nel febbraio del 1941 e alla fine del 1942 trattenneva 63000 prigionieri sotto la cura del colonnello Hendrik Frederik Prinsloo. L'artista scolpì la sua testa in bronzo da esporre nel museo militare. Dopo la sua liberazione, Villa rimase in Sudafrica, dove continuò la attività artistica di scultore.
Lo scultore iniziò a lavorare con teste e figure convenzionali, per concentrarsi poi su astrazioni stilizzate. Il suo lavoro include illustrazioni astratte della condizione umana ma conserva alcuni concetti figurativi. Il lavoro di Villa ha una forte sintesi interculturale che coinvolge l'Italia e l'Africa. È chiaramente informato dal cubismo di Picasso, che aveva scoperto l'arte africana a Parigi al Trocadero.

Villa ha rilasciato un'intervista in cui ha dichiarato: 
La scultura di Edoardo Villa si sviluppò ulteriormente durante gli anni '50, con l'uso di acciaio e bronzo tagliati. In quel periodo Villa ha anche insegnato al Polly Art Center di Johannesburg. Il Polly Art Center è stato fondato come istituto di educazione per adulti; nel 1952 fu convertito in un centro artistico ed espositivo. Fino alla sua chiusura nel 1960, era l'unico luogo - a parte alcune gallerie private - dove artisti neri a Johannesburg potevano perseguire la carriera artistica ed esporre le loro opere.
Nel 1961, insieme a Cecil Skotnes, Cecily Sash, Giuseppe Cattaneo e Sydney Kumalo, Villa costituì il gruppo di artisti "Amadlozi" ("antenati" in lingua zulu) per l'appropriazione consapevole delle tradizioni scultoree africane.
Il lavoro di Villa comprende installazioni giganti in acciaio, come Reclining Figure al Pieter Roos Park di Johannesburg. Quest'opera era intesa come statua teatrale per bambini, pagata da Anglo American, selezionata da Parktown e Westcliffe Heritage Trust e donata alla città di Johannesburg l'8 settembre 1984.
Edoardo Villa ha rappresentato il Sudafrica alla Biennale di Venezia in cinque occasioni e ha ricevuto premi alle Biennali di San Paolo del 1957 e 1959. Ha esposto in oltre cento mostre in Italia, Europa, Inghilterra, Israele, Sud America, Africa e Stati Uniti.
Nel 1994-1995 Villa ha donato 140 opere piccole e 10 grandi all'Università di Pretoria. Il 31 maggio 1995, per celebrare l'ottantesimo compleanno dell'artista, il Museo Edoardo Villa è stato ufficialmente aperto all'Università di Pretoria, in Sudafrica.
Edoardo Villa viveva e lavorava nella sua casa di Johannesburg, era amico dell'artista e collezionista d'arte, Vittorino Meneghelli, dello scrittore Jillian Becker e dell'architetto Monty Sack. Villa è deceduto in ospedale il 1º maggio 2011 all'età di 95 anni.

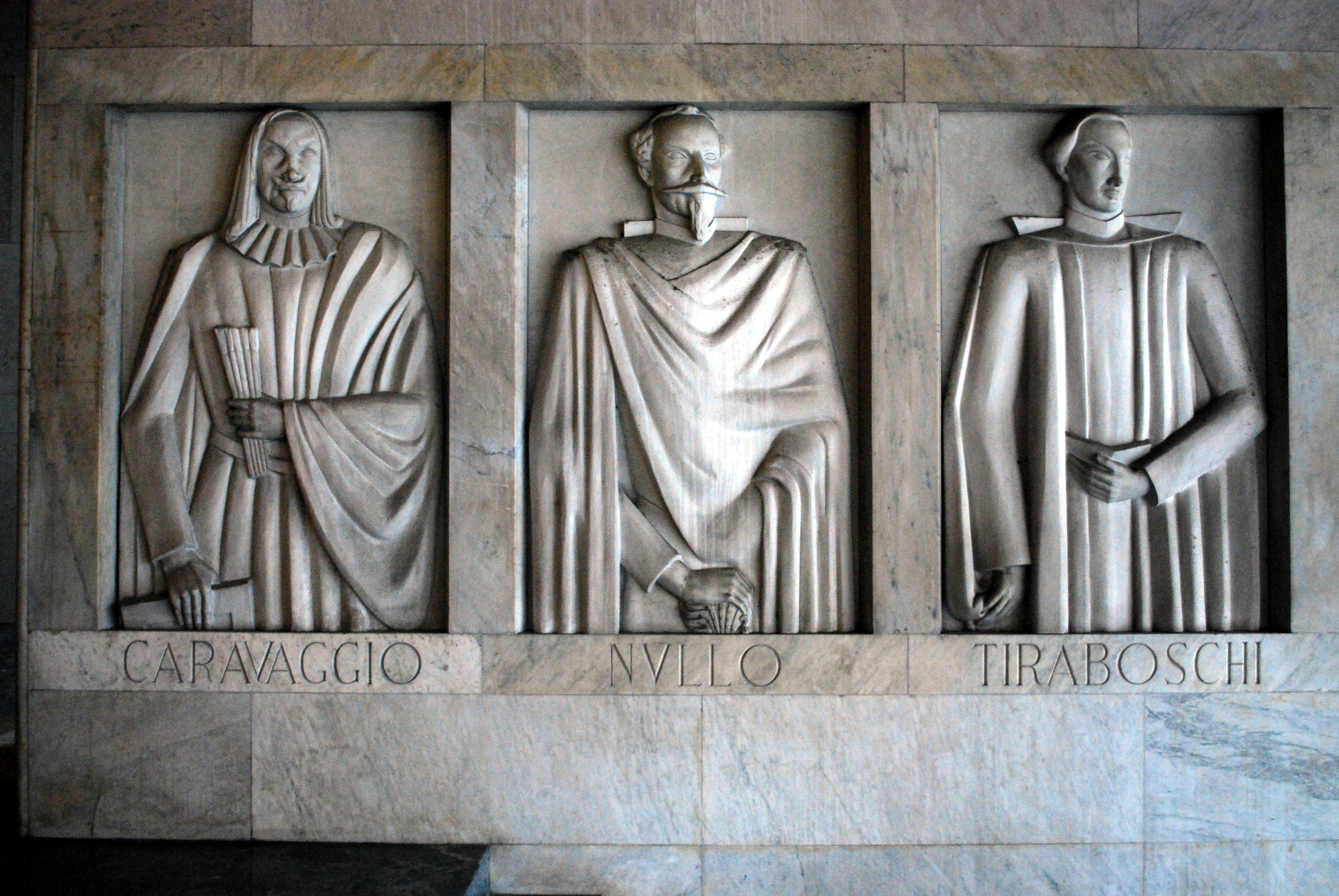
Palazzo della Libertà, Bergamo - bassorilievi